# George Leonchuk
George Leonchuk est un skipper ukrainien né le 24 mai 1974 à Potsdam.

## Carrière
George Leonchuk obtient une médaille d'argent olympique dans la catégorie des 49er lors des Jeux olympiques d'été de 2004 à Athènes en compagnie de son coéquipier Rodion Luka. Il monte également à quatre reprises sur les podiums des Championnats du monde de voile remportant notamment le titre en 2005.